# Campionato del mondo sportprototipi 1983
Il Campionato del mondo endurance 1983, la cui denominazione ufficiale è World Endurance Championship, è stata la 12ª edizione del Campionato del mondo sportprototipi.
Organizzato e regolamentato dalla Federazione Internazionale dell'Automobile, tramite la Federazione Internazionale Sport Automobilistico, per i prototipi gruppo C è stato vinto dalla Porsche con la 956. Jacky Ickx con la Porsche si aggiudica il Campionato del mondo piloti.
Alcune prove erano valide anche per il Campionato europeo endurance

## Risultati della stagione
Fu corsa sotto le regole della formula del Gruppo C e Gruppo B dell'annesso J/1981 dei regolamenti della FIA. Le vetture vennero divise in tre categoria: C, C Junior e B. Si disputò tra il 10 aprile e il 10 dicembre 1983 e fu composta da 7 gare. In unione con il campionato mondiale, anche un Campionato europeo endurance fu disputato combinando gli eventi del Campionato Mondiale svoltisi in Europa con altre gare.
la stagione fu dominata dalla Porsche 956. La vettura tedesca dominò la stagione aggiudicandosi 9 gare su 10. Solo una gara (peraltro valida solo per l'Europeo) venne vinta dalla Lancia.
La squadra ufficiale Rothmans-Porsche disertò le due gare italiane del Campionato Europeo. Subì due sole sconfitte nelle 9 gare a cui prese parte. La prima a Monza, quando il team Joest portò al successo la sua Porsche per clienti, grazie ad alcuni miglioramenti apportati al motore e all'aerodinamica. La seconda a Brands Hatch, quando il team Fitzpatrick trovò la giusta messa a punto per una gara sotto la pioggia.
Fu il primo anno del campionato della Categoria C-junior (poi C2). Il successo arrise alla Alba Engineering-Giannini del Jolly Club. Si trattava di una vettura realizzata dall'azienda italiana, motorizzata con motore "Carma" (ribattezzato Giannini per motivi regolamentari).

### Gare
| Rnd | Data         | Circuito          | Gara                                                      | Gruppo C                                | Gruppo C-Junior                               | Gruppo B                                         | Validità         |
| Rnd | Data         | Circuito          | Gara                                                      | Vettura                                 | Vettura                                       | Vettura                                          | Validità         |
| Rnd | Data         | Circuito          | Gara                                                      | Piloti                                  | Piloti                                        | Piloti                                           | Validità         |
| --- | ------------ | ----------------- | --------------------------------------------------------- | --------------------------------------- | --------------------------------------------- | ------------------------------------------------ | ---------------- |
| 1   | 10 aprile    | Monza             | 1000 km di Monza Trofeo Filippo Caracciolo                | #11 Joest Racing                        |                                               | #88 Racing Team Jürgensen                        | Mondiale+Europeo |
| 1   | 10 aprile    | Monza             | 1000 km di Monza Trofeo Filippo Caracciolo                | Porsche 956                             |                                               | BMW M1                                           | Mondiale+Europeo |
| 1   | 10 aprile    | Monza             | 1000 km di Monza Trofeo Filippo Caracciolo                | Bob Wollek Thierry Boutsen              |                                               | Hans Christian Jürgensen Edgar Dören             | Mondiale+Europeo |
| 2   | 8 maggio     | Silverstone       | 1000 km di Silverstone Grand Prix International 1000      | #2 Rothmans Porsche                     | #63 Jolly Club                                | #89 Jens Winther                                 | Mondiale+Europeo |
| 2   | 8 maggio     | Silverstone       | 1000 km di Silverstone Grand Prix International 1000      | Porsche 956                             | Alba AR2                                      | BMW M1                                           | Mondiale+Europeo |
| 2   | 8 maggio     | Silverstone       | 1000 km di Silverstone Grand Prix International 1000      | Derek Bell Stefan Bellof                | Carlo Facetti Martino Finotto                 | Jens Winther David Mercer Wolfgang Braun         | Mondiale+Europeo |
| 3   | 29 maggio    | Nürburgring       | ADAC 1000 km del Nürburgring                              | #1 Porsche Racing Intl.                 | #63 Jolly Club                                | #106 Edgar Dören                                 | Mondiale+Europeo |
| 3   | 29 maggio    | Nürburgring       | ADAC 1000 km del Nürburgring                              | Porsche 956                             | Alba AR2                                      | Porsche 911                                      | Mondiale+Europeo |
| 3   | 29 maggio    | Nürburgring       | ADAC 1000 km del Nürburgring                              | Jacky Ickx Jochen Mass                  | Carlo Facetti Martino Finotto                 | Edgar Dören Helmut Gall Jürgen Hamelmann         | Mondiale+Europeo |
| 4   | 18-19 giugno | La Sarthe         | 24 Ore di Le Mans                                         | #3 Rothmans Porsche                     | #60 Mazdaspeed                                | #93 Charles Ivey Racing                          | Mondiale+Europeo |
| 4   | 18-19 giugno | La Sarthe         | 24 Ore di Le Mans                                         | Porsche 956                             | Mazda 717C                                    | Porsche 930                                      | Mondiale+Europeo |
| 4   | 18-19 giugno | La Sarthe         | 24 Ore di Le Mans                                         | Al Holbert Hurley Haywood Vern Schuppan | Yoshimi Katayama Yojiro Terada Takashi Yorino | John Cooper Paul Smith David Ovey                | Mondiale+Europeo |
| 5   | 4 settembre  | Spa-Francorchamps | 1000 km di Spa Trophee Diners Club                        | #1 Rothmans Porsche                     | #62 Manns Racing                              | #89 Jens Winther                                 | Mondiale+Europeo |
| 5   | 4 settembre  | Spa-Francorchamps | 1000 km di Spa Trophee Diners Club                        | Porsche 956                             | Harrier-Mazda RX83C                           | Porsche 930                                      | Mondiale+Europeo |
| 5   | 4 settembre  | Spa-Francorchamps | 1000 km di Spa Trophee Diners Club                        | Jacky Ickx Jochen Mass                  | Roy Baker David Palmer                        | Jens Winther David Mercer Frank Jelinski         | Mondiale+Europeo |
| 6   | 18 settembre | Brands Hatch      | 1000 km di Brands Hatch Grand Prix International Magazine | #11 John Fitzpatrick Racing             | #63 Vesuvio Racing SRL                        | #89 Jens Winther                                 | Europeo          |
| 6   | 18 settembre | Brands Hatch      | 1000 km di Brands Hatch Grand Prix International Magazine | Porsche 956                             | Alba AR2                                      | Porsche 930                                      | Europeo          |
| 6   | 18 settembre | Brands Hatch      | 1000 km di Brands Hatch Grand Prix International Magazine | Derek Warwick John Fitzpatrick          | Carlo Facetti Martino Finotto                 | Jens Winther David Mercer Frank Jelinski         | Europeo          |
| 7   | 2 ottobre    | Fuji              | 1000 km di Fuji                                           | #2 Rothmans Porsche                     | #81 Misaki Speed                              |                                                  | Mondiale         |
| 7   | 2 ottobre    | Fuji              | 1000 km di Fuji                                           | Porsche 956                             | March-Toyota                                  |                                                  | Mondiale         |
| 7   | 2 ottobre    | Fuji              | 1000 km di Fuji                                           | Derek Bell Stefan Bellof                | Kiyoshi Misaki Masakazu Nakamura              |                                                  | Mondiale         |
| 8   | 16 ottobre   | Imola             | 1000 km di Imola                                          | #4 Martini Racing                       |                                               | #90 Racing Team Jürgensen                        | Europeo          |
| 8   | 16 ottobre   | Imola             | 1000 km di Imola                                          | Lancia LC2                              |                                               | BMW M1                                           | Europeo          |
| 8   | 16 ottobre   | Imola             | 1000 km di Imola                                          | Teo Fabi Hans Heyer                     |                                               | Edgar Dören Helmut Gall Hans Christian Jürgensen | Europeo          |
| 9   | 23 ottobre   | Mugello           | 1000 km del Mugello                                       | #8 Joest Racing                         |                                               | #89 Jens Winther                                 | Europeo          |
| 9   | 23 ottobre   | Mugello           | 1000 km del Mugello                                       | Porsche 956                             |                                               | BMW M1                                           | Europeo          |
| 9   | 23 ottobre   | Mugello           | 1000 km del Mugello                                       | Bob Wollek Stefan Johansson             |                                               | Jens Winther Lars-Viggo Jensen David Mercer      | Europeo          |
| 10  | 10 dicembre  | Kyalami           | 1000 km di Kyalami                                        | #2 Rothmans Porsche                     | #64 Jolly Club                                | #72 Jens Winther                                 | Mondiale         |
| 10  | 10 dicembre  | Kyalami           | 1000 km di Kyalami                                        | Porsche 956                             | Alba AR2                                      | BMW M1                                           | Mondiale         |
| 10  | 10 dicembre  | Kyalami           | 1000 km di Kyalami                                        | Derek Bell Stefan Bellof                | Carlo Facetti Martino Finotto Massimo Faraci  | Jens Winther Lars-Viggo Jensen                   | Mondiale         |

## Campionato Costruttori
I Punti erano assegnati secondo la classifica dei primi 10 che concludevano la gara secondo lo scalre: 20-15-12-10-8-6-4-3-2-1, con le eccezioni: 
- I costruttori era assegnato solo il punteggio della loro vettura meglio classificata. (ai piloti invece venivano assegnati comunque i punti)
- Doveva essere completata la gara con almeno il 90% della distanza compiuta (24 ore di Le Mans esclusa)
- Tutte le vetture ottenevano punti per il campionato assoluto, ma le vetture della categoria C-Junior e B erano classificate anche per il loro campionato specifico.
- Si conteggiavano solo i migliori 5 risultati su 7 . (punti scartai in parentesi)
- Le gare valide per il solo campionato europeo non assegnavano punti per il mondiale marche ne quello piloti.
- L'abbinamento costruttore telaio-costruttore motore era considerato come un singolo concorrente. Pertanto lo stesso costruttore di Chassis o di motore può apparire più volte in classifica.

### Campionato Mondiale costruttori
| Pos | Telaio  | Motore       | Rd 1 | Rd 2 | Rd 3 | Rd 4 | Rd 5 | Rd 7 | Rd 10 | Totale |
| --- | ------- | ------------ | ---- | ---- | ---- | ---- | ---- | ---- | ----- | ------ |
| 1   | Porsche | Porsche      | 20   | 20   | 20   | 20   | 20   | (20) | (20)  | 100    |
| 2   | Lancia  | Ferrari      | 3    |      | 8    |      | 6    |      | 15    | 32     |
| 3=  | Nimrod  | Aston Martin |      | 4    |      |      |      |      |       | 4      |
| 3=  | March   | Nissan       |      |      |      |      |      | 4    |       | 4      |
| 5   | Sauber  | BMW          |      |      |      | 2    |      | 1    |       | 3      |
| 6   | Dome    | Toyota       |      |      |      |      |      | 2    |       | 2      |
| 7   | URD     | BMW          |      |      |      |      | 1    |      |       | 1      |

### Campionato Costruttori Gruppo C-Junior
| Pos | Telaio  | Motore   | Rd 1 | Rd 2 | Rd 3 | Rd 4 | Rd 5 | Rd 7 | Rd 10 | Totale |
| --- | ------- | -------- | ---- | ---- | ---- | ---- | ---- | ---- | ----- | ------ |
| 1   | Alba    | Giannini |      | 20   | 20   |      |      | 15   | 20    | 75     |
| 2=  | Mazda   | Mazda    |      |      |      | 20   |      |      |       | 20     |
| 2=  | March   | Toyota   |      |      |      |      |      | 20   |       | 20     |
| 2=  | Harrier | Mazda    |      |      |      |      | 20   |      |       | 20     |

### Campionato Costruttori gruppo B
| Pos | Telaio  | Motore  | Rd 1 | Rd 2 | Rd 3 | Rd 4 | Rd 5 | Rd 7 | Rd 10 | Totale |
| --- | ------- | ------- | ---- | ---- | ---- | ---- | ---- | ---- | ----- | ------ |
| 1   | Porsche | Porsche | 12   | (12) | 20   | 20   | 15   |      | 15    | 82     |
| 2   | BMW     | BMW     | 20   | 20   |      |      | 20   |      | 20    | 80     |
| 3   | Ford    | Ford    |      |      | 12   |      |      |      |       | 12     |